# Supía
Supía là một khu tự quản thuộc tỉnh Caldas, Colombia. Thủ phủ của khu tự quản Supía đóng tại Supía Khu tự quản Supía có diện tích 125 ki lô mét vuông. Đến thời điểm ngày 28 tháng 5 năm 2005, khu tự quản Supía có dân số 21098 người.